# Protectorat de la Costa d'Ivori
El protectorat de la Costa d'Ivori fou un territori francès de l'Àfrica occidental. Sota aquest nom va existir del 1889 a 1893 com entitat separada. Hom pot referir-se també als territoris de la Costa d'Ivori (regne de Sanwi) sota protectorat francès entre 1843 i 1889 tot i que en aquests anys va portar altres noms.
El protectorat es va establir el 1842/1843 i es van fundar els Establiments Francesos de la Costa d'Or (1843-1859) que fou administrat com a part de la colònia de Gorée i dependències. Després el protectorat va passar a la colònia de Costa d'Ivori-Gabon (1860-1883), sent un territori de la mateixa del 1860 al 1871 (territori de la Costa d'Ivori) quan va passar a ser administrada per companyies privades i va agafar el nom d' "Establiments Francesos de la Costa d'Ivori" (1871-1883). Llavors, amb el mateix nom, va passar a dependre de la colònia de Guinea Francesa però va seguir administrat per una companyia privada fins al 1886 quan França va agafar la administració directament d'aquests establiments. El 1889 es va constituir en entitat separada i fou llavors formalment anomenat Protectorat de la Costa d'Ivori (nom fins aleshores genèric del territori però no el seu nom concret). El 1893 va ser convertit en la colònia de la Costa d'Ivori.
Pels seus residents, vegeu "Territori de la Costa d'Ivori".